# Cupressus guadalupensis
Cupressus guadalupensis är en cypressväxtart som beskrevs av Sereno Watson. Cupressus guadalupensis ingår i släktet cypresser, och familjen cypressväxter.
Arten förekommer i Mexiko på Guadalupeön och på Californiahalvön samt i sydvästra Kalifornien. Den växer i kulliga områden och i bergstrakter mellan 210 och 1400 meter över havet. Vädret i regionen kännetecknas av varma torra somrar och kyliga regniga vintrar. Cupressus guadalupensis hittas ofta bredvid växter av släktena Adenostoma, Arctostaphylos och Quercus samt bredvid Rhus laurina och montereytall.
Beståndet hotas av bränder och av betande getter. IUCN kategoriserar arten globalt som starkt hotad.

## Underarter
Arten delas in i följande underarter:
- C. g. forbesii
- C. g. guadalupensis

## Bildgalleri

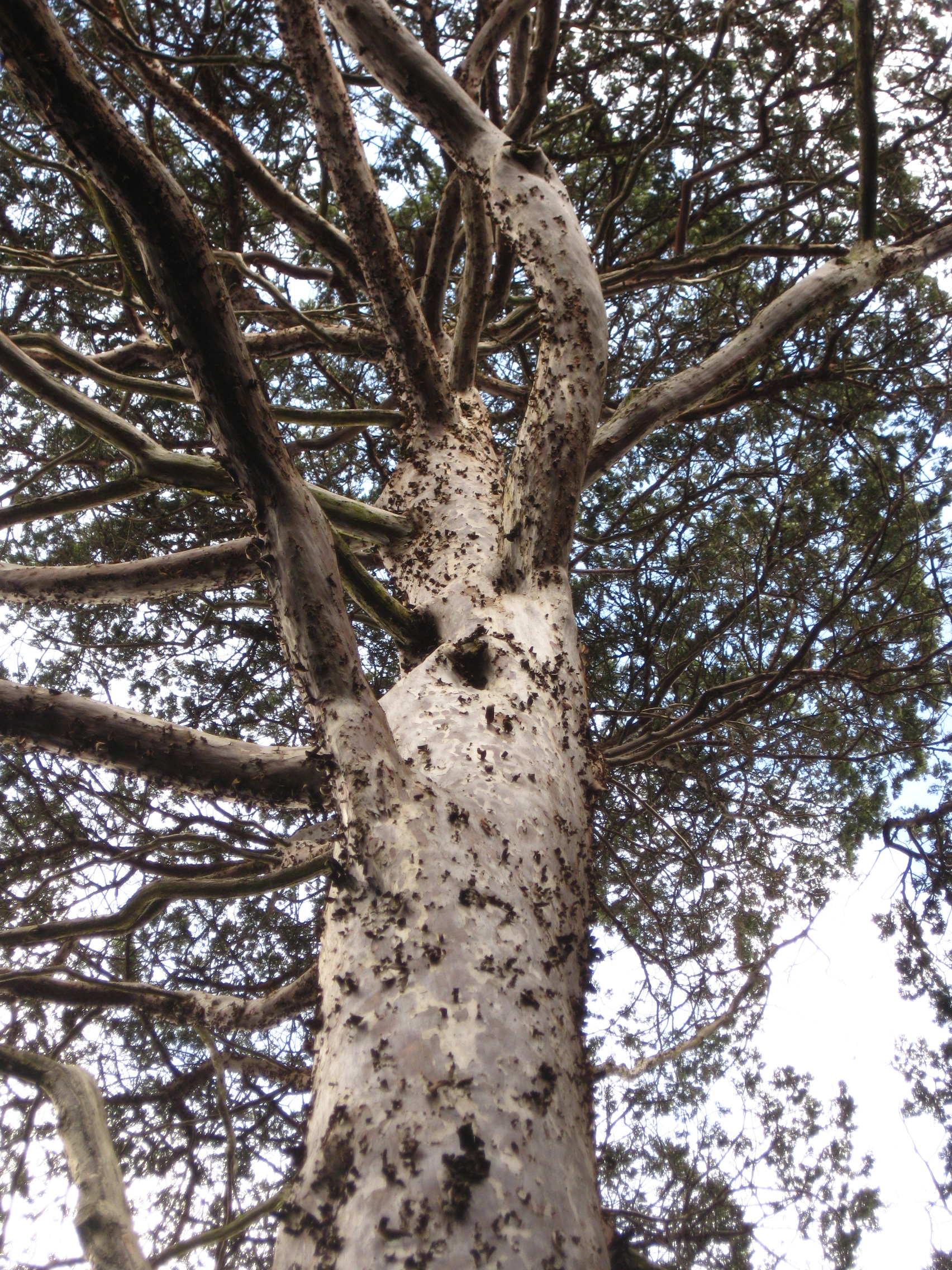
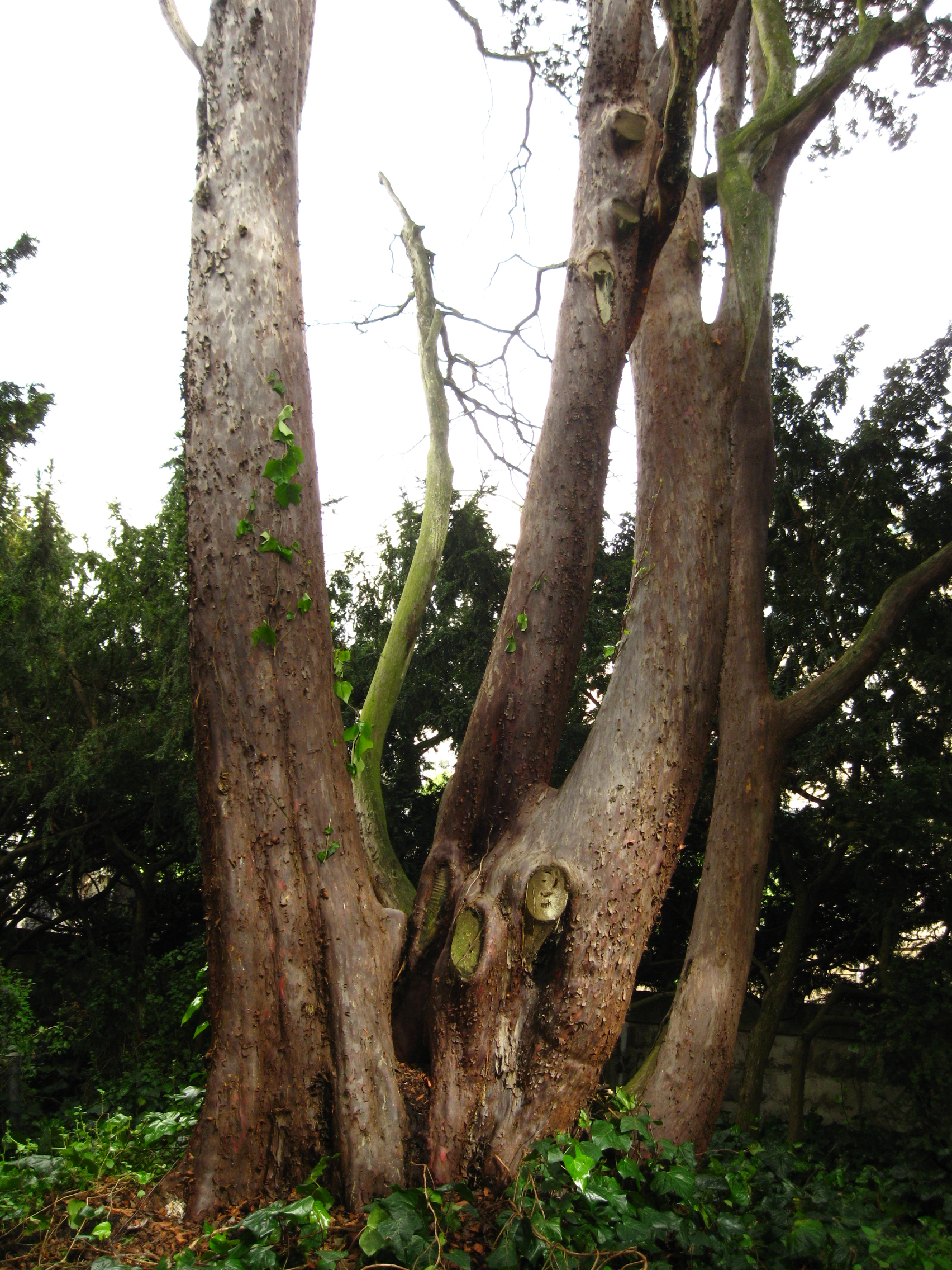
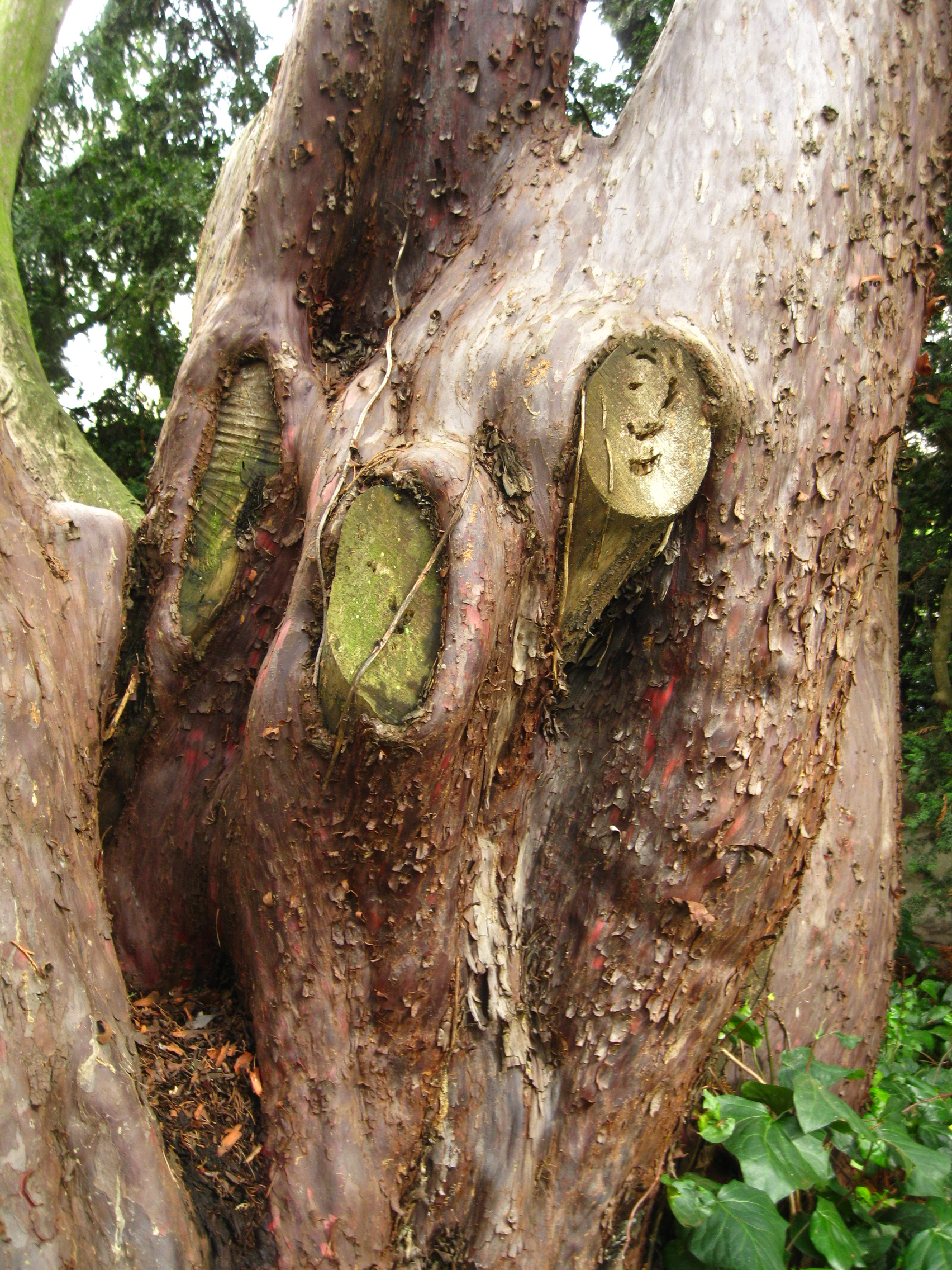
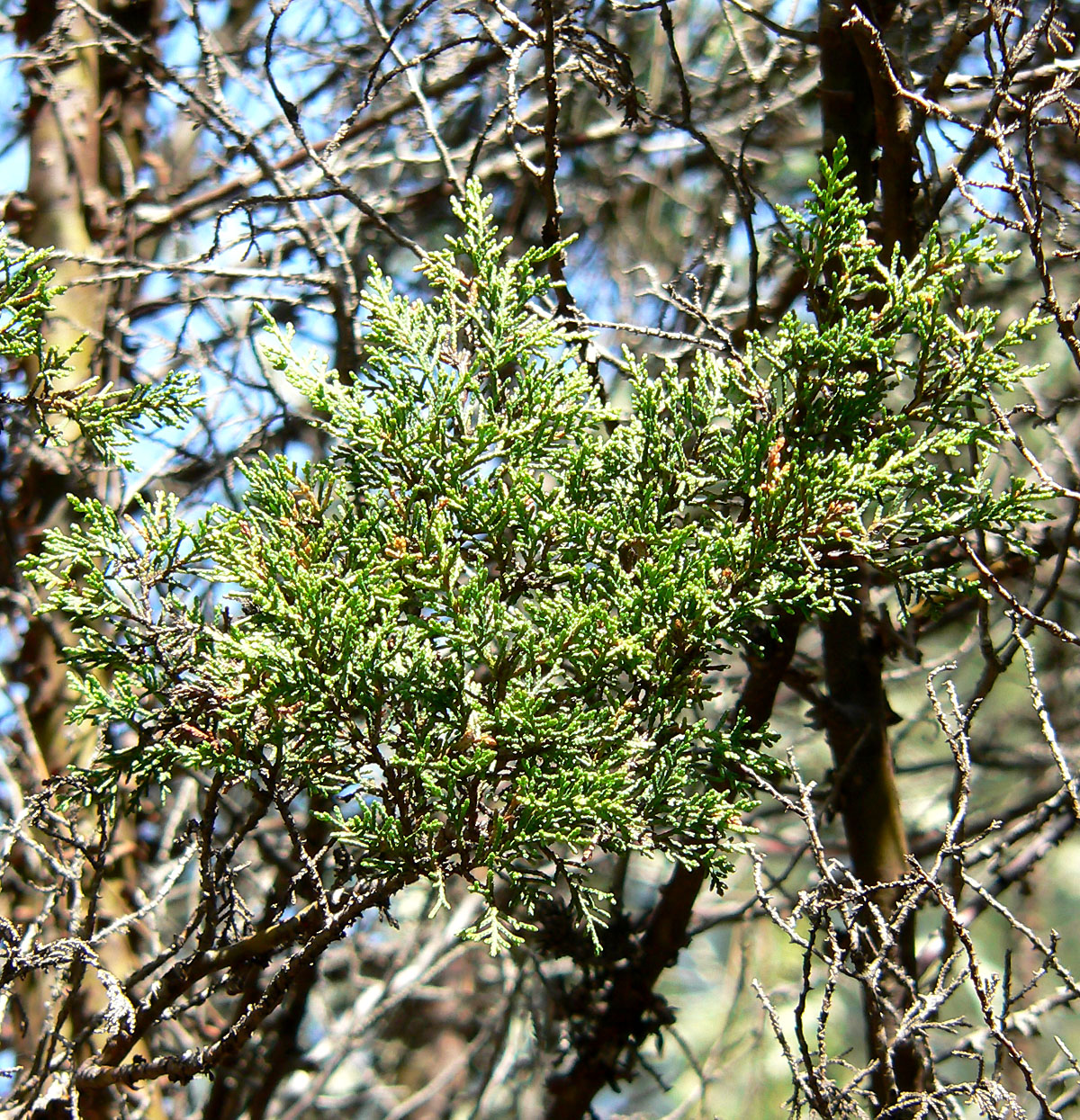
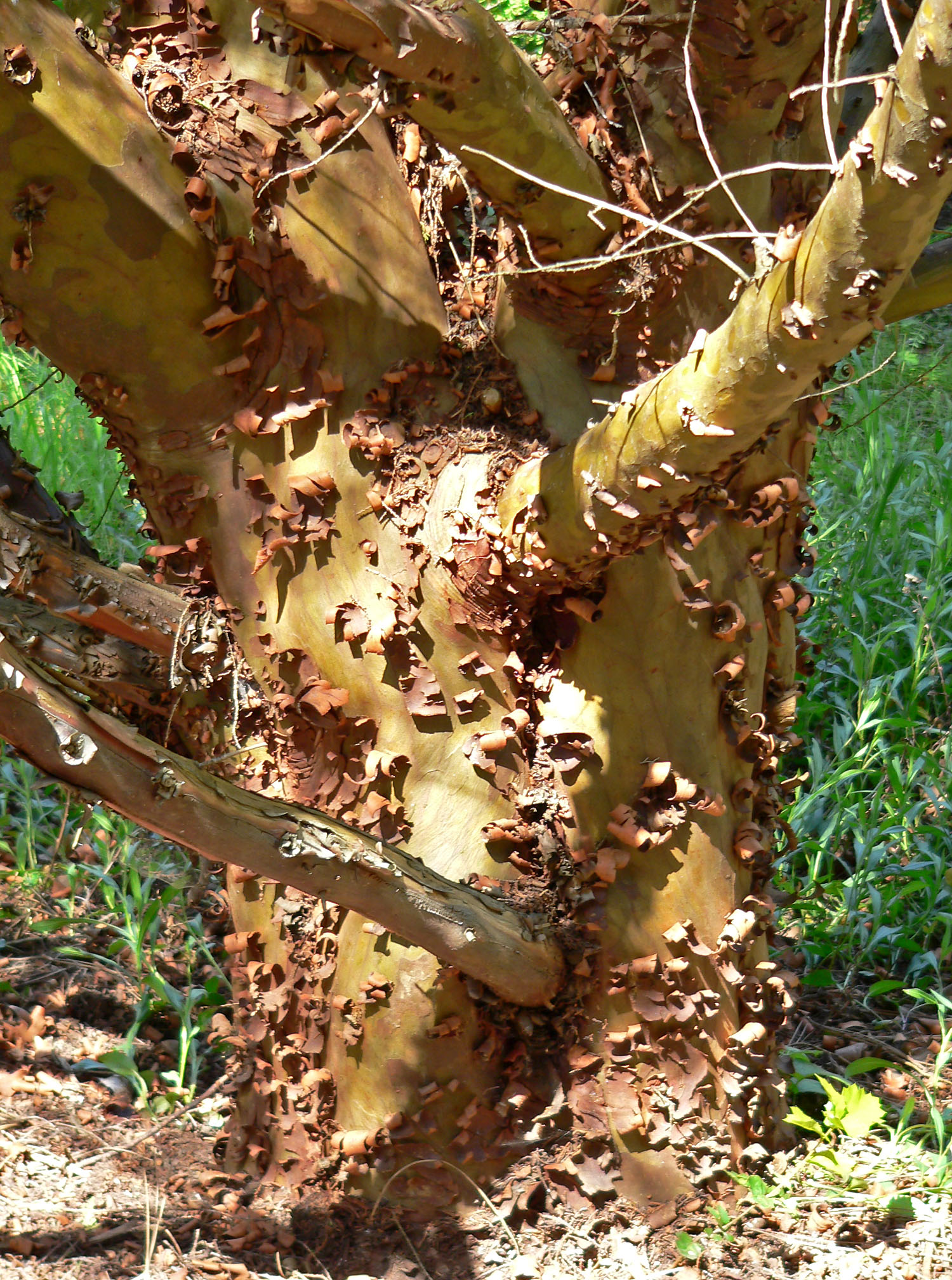